# Dolichopoda
I Dolichopodi (Dolichopoda Bolívar, 1878) sono un genere di insetti ortotteri del sottordine Ensifera. Sono ortotteri privi di ali adattati alla vita all'interno di cavità prive di luce, naturali ed artificiali.

## Descrizione
Insetti adattati ad ambienti privi di luce, testa piccola con occhi piccoli, antenne sottili, lunghe più del doppio del corpo. Arti estremamente allungati. Presentano un colorazione tenue. Sono prive di ali. Nelle femmine l'ovopositore è a sciabola.

## Tassonomia
Il genere Dolichopoda comprende i seguenti sottogeneri:
- Capraiacris
- Chopardina
- Dolichopoda
- Petrochilosina

### Specie presenti in Italia
In Italia sono presenti le seguenti specie
- sottogenere  Dolichopoda Baccetti, 1975 caratterizzate dalla forma a freccia del lobo dorsale (epifallo)[2]
  - Dolichopoda azami Azam, 1893
  - Dolichopoda azami ligustica Baccetti & Capra, 1959
  - Dolichopoda ligustica septentrionalis Baccetti & Capra, 1959
  - Dolichopoda linderi Dufour, 1861
  - Dolichopoda laetitiae Minozzi, 1920
  - Dolichopoda capraensis Capra, 1968
  - Dolichopoda palpata  Sulzer, 1776
  - Dolichopoda geniculata Costa Lima, 1860)
- sottogenere Chopardina Baccetti e Capra, 1959. Sono distinguibili per la presenza di piccole spinule sulla prima sezione delle zampe posteriori, mancanti negli altri sottogeneri.[2]
  - Dolichopoda bormansi  Linnaeus, 1758 (Corsica)
  - Dolichopoda cyrnensis  O.G. Costa, 1855 (Corsica)
  - Dolichopoda schiavazzii Capra, 1934
  - Dolichopoda muceddai Rampini e di Russo, 2005
- sottogenere Capraiacris  Baccetti e Capra, 1970. Caratterizzate per l'assenza di spinule sulle zampe anteriori.[2]
  - Dolichopoda aegilion  Baccetti, 1977 (Isola del Giglio)
  - Dolichopoda baccettii  Capra, 1957 (Monte Argentario)